# Richard de Canville (Adliger, † 1217)
Richard de Canville (auch Camville) († März 1217) war ein anglonormannischer Adliger.

## Leben
Richard de Canville entstammte der anglonormannischen Familie Canville. Er war ein Sohn von Gerard de Canville und dessen Frau Nicola de la Haye. Über seine Mutter war sein Vater Constable von Lincoln Castle geworden. Nachdem Richard volljährig geworden war, übernahm er die Verwaltung des Erbes seiner Frau in Oxfordshire, und nach dem Tod seines Vaters Ende 1214 erbte er dazu dessen umfangreiche Besitzungen, die vor allem in Northamptonshire und ebenfalls in Oxfordshire lagen. Das Amt des Constable von Lincoln Castle behielt jedoch seine Mutter. Im Gegensatz zu seinen Eltern, die loyale Unterstützer von König Johann Ohneland waren, unterstützte Richard de Canville die Adelsopposition gegen den König, die schließlich ab Ende 1215 im ersten Krieg der Barone offen rebellierte. Vermutlich krank, starb Canville Anfang März 1217 noch vor dem Ende des Bürgerkriegs. 
Canville war 1200 mit Eustachia, der Tochter und Erbin von Gilbert Basset († 1205), Lord of Bicester, und Witwe von Thomas de Verdon verheiratet worden. Seine Erbin wurde seine Tochter Idonea, die er im April 1216 mit dem jungen William Longespée II verlobt hatte. Während ihrer Minderjährigkeit erwarb William Longespée, der Vater des jungen Longespée, im November 1217 das Recht zur Verwaltung von Camvilles Besitzungen.